# Silvio Raso
Silvio Raso (Vercelli, 14 marzo 1893 – Como, 9 settembre 1931) è stato un calciatore italiano, di ruolo attaccante.

## Carriera
Disputa con il Como la stagione 1914-15, realizzando una tripletta il 7 febbraio 1915 nella partita Como-Hellas Verona (3-0). Con il Legnano disputa 23 partite realizzando 12 reti nel 1920-21, 19 partite e 7 reti in Prima Divisione 1921-1922, 17 gare segnando 8 reti nel campionato di Prima Divisione 1922-1923.